# Edmund Wyndham
Sir Edmund Wyndham (né en 1600 ou 1601 et mort le 2 mars 1681) est un membre du Parlement d'Angleterre et colonel royaliste lors de la Première guerre civile anglaise.
Il est membre du parlement de 1640 à 1679, représentant royaliste de Bridgwater dès 1641. Lors de la première guerre civile anglaise, il prend le parti du Roi Charles Ier.
Il gouverne la ville de Bridgewater jusqu'à 1645 lorsque la ville tombe aux mains des parlementaires.
Il commande le premier siège de la ville Taunton durant la guerre civile anglaise.